# Margareta Petré
Gull Marianne Margareta Petré, född 14 februari 1943 i Backe i Ångermanland, är en svensk konstnär.
Hon studerade vid Idun Lovéns konstskola 1965–1966 och vid Gerlesborgsskolan 1966–1968 samt måleri vid Konstfack i Stockholm 1968–1973. Margareta Petré är målare och allkonstnär, och hennes debututställning var ett allkonstverk, "Ett bildskådespel Ute/Inne", separatutställning på Borgen i Stockholm 1974. Samma år blev hon inbjuden av Vadstena-Akademien till en utställning i vilken en kantat av Eberhard Eyser utspelade sig. 1975 ställde hon ut måleri separat på De Ungas galleri i Stockholm och i Sandvikens Konsthall. Därefter har Margareta Petré varit en flitig utställare genom åren, både separat och i grupp- och samlingsutställningar, på gallerier och institutioner i Sverige och utomlands. Bland separatutställningar kan nämnas Konstnärshuset i Stockholm, Central House of Artists i Moskva, Konstmuseet i Trondheim, Konstakademien, Galleri Väst och ateljén, Galleri Jána Setà i Riga, Gallery Manege i Moskva och Länsmuseet i Härnösand. Bland grupp- och samlingsutställningar kan nämnas Liljevalchs vårsalonger, Internationella Biennalen Juno Rissanen Kupio i Finland, Skövde konsthall, Biennalen Art of Today i Budapest, Linköpings Konsthall, Kulturhuset i Stockholm, Broadway Gallery i New York och Peking, Edsviks Konsthall och Nordisk Höstsalong. 
Bland hennes offentliga arbeten märks utsmyckningar för Huddinge sjukhus, Räddningsskolan på Sandö, Tekniska Nämndhuset i Stockholm och Svart/Vita bilder i tunnelbanan på Slussen och Fridhemsplan under ett år vardera. Uppdrag av Västernorrlands Landsting, 12 målningar, 2 månader i Världsarvet Höga Kusten. Bland Allkonstverk, Nordisk ton - i tre faser, på Folkoperan, Wrona, på Folkoperan och Fylkingen i Stockholm, Klyvningar och helheter - spår av en människa, Vita ord och Spindelväverskan, dessa 3 verk visades i Bergrummet Vita bergen i Stockholm 1995 och 1998. Det djupa vattnet, Galleri P3 i Stockholm 1984 och det vidare på turné i Sverige och Åland 1985 och 1986. Margareta Petré har även gjort scenografi till Jukka Korpis verk Grylloblatta vid Modena Dansteatern i Stockholm  
I Margareta Petrés måleri har färgen alltid varit det centrala, och 1987 kom hon till en brytpunkt, där alla motiv försvann, abstrakta som naturalistiska, och färgen själv blev ensam bärare av oöversättbar mening och betydelse i egen rätt. "Färgenergier" kom att bli ett samlande begrepp. Målningarna är i stora format och består av många tunna skikt av färg- och ljusvibrationer. Hennes formspråk för färgen kan jämföras med musikens gestaltlagar och hennes samarbeten i allkonstverken har oftast rört sig inom musikens område. Färgenergierna har visats separat och i grupputställningar på många platser i Sverige och utomlands. Projektet Vitheten - stora målningar i möte med radiovågor från Saturnus, visades 2016 i Sandvikens Konsthall. Petré återkom till Sandvikens Konsthall 2020 med en Färgenergiutställning, som föregicks av en veckas Färgenergi-workshop, vars resultat visades parallellt med hennes utställning. Vid sidan av sitt eget skapande har hon varit verksam som lärare vid Gerlesborgsskolan, Örebro konstskola och Konstskolan i Gävle. Hon håller färgenergi-workshop som gästlärare på konstskolor på alla nivåer sedan 1990. Först var Konsthögskolan i Umeå, följt av Kunstakademiet i Trondheim 1992.
Margareta Petré har erhållit Stockholms stads 2-åriga hederspris för sina utställningar och allkonstverk, Fredrika Bremer-förbundets 100-års minnesmedalj för kvinnliga yrkesrepresentanter och minnesmedalj med anledning av Solidaritetsrörelsens 25-årsdag.
Petré är representerad genom uppdrag och inköp från Statens konstråd, kommuner och landsting runt om i landet och privata samlingar, Viviane Bregman, New York, ArtNet och Neuberger Museum of Art, Westchester, N.Y. Hon har även tilldelats ett stort antal stipendier och projektbidrag under åren, från främst Konstnärsnämnden och andra som Författarförbundets stipendium för multimediaverk.
Hon var kultur- och fackpolitiskt aktiv under 1970- och 1980-talen, med blad annat en stor manifestation i Konstnärshuset om konstnärernas villkor i samhället.
Margareta Petré var ordförande för Konstnärernas riksorganisation, KRO 1981–1983.